# Georges Tanguay
Georges Tanguay, né le 2 juin 1856 et mort le 21 septembre 1913 à Québec, est un homme politique québécois. Il est député de Lac-Saint-Jean de 1900 à 1908 et maire de Québec durant quelques semaines en 1906.

## Biographie
Il est le fils de Georges Tanguay, boucher et commerçant, et d'Adeline Mathieu. Il étudie à l'Académie commerciale de Québec. Le 30 juillet 1879, il épouse Rachel Destroismaisons dit Picard, fille d'Amable Destroismaisons dit Picard, commerçant, et de Julie Giguère. Il se marie une deuxième fois, le 11 juin 1884, avec Corinne Boudreau, fille d'Édouard Boudreau, médecin, et d'Angélina Touchette.

### Carrière commerciale
En 1886, il succède à la direction de l'entreprise de son père. Il est directeur du chemin de fer Québec Lac-Saint-Jean. De 1901 à 1903, il est président de la Chambre de commerce de Québec. De 1903 à 1910, il est membre de la Commission du Havre de Québec.

### Carrière politique
Il est échevin du quartier du Palais au conseil municipal de Québec du 20 mars 1894 au 11 janvier 1906 . Il préside le comité des finances de la ville de 1894 à 1906 et occupe temporairement le poste de maire de Québec, du 12 janvier au 1er mars 1906. 
Lors de l'élection générale québécoise de 1900, il est élu sans opposition député libéral de Lac-Saint-Jean en 1900. Il est réélu en 1904 et ne se représente pas en 1908.
Il meurt à Québec, le 21 septembre 1913, à l'âge de 57 ans et 3 mois. Il est inhumé au cimetière Notre-Dame-de-Belmont, le 24 septembre.